# Jerzy Hnida
Jerzy Hnida (ur. 1947) – polski koszykarz występujący na pozycji skrzydłowego, wielokrotny medalista mistrzostw Polski, po zakończeniu kariery zawodniczej trener koszykarski.

## Życiorys
Grę w koszykówkę rozpoczął w Stali Racibórz, grającej wówczas w lidze okręgowej. Powołany do zasadniczej służby wojskowej, został zawodnikiem Skry Warszawa. Następnie trafił do Prudnika, gdzie znajdowała się szkoła dla podoficerów, i w sezonie 1966/1967 występował w Pogoni Prudnik.
W latach 1968–1977 i 1968–1977 był zawodnikiem Śląska Wrocław. W 217 spotkaniach ligowych zdobył 1671 punktów, ze średnią 7,7 pkt./mecz. W latach 1971–1974 był członkiem kadry narodowej, a w latach 1982–1984 trenował drużynę seniorów Śląska Wrocław. Absolwent Technikum Samochodowego i Akademii Wychowania Fizycznego we Wrocławiu.
Jest ojcem dwukrotnego mistrza Polski w koszykówce – Artura Hnidy.

## Osiągnięcia
Na podstawie, o ile nie zaznaczono inaczej.
Klubowe
- 2-krotny mistrz Polski (1970, 1977)
- Wicemistrz Polski (1972)
- 4-krotny brązowy medalista mistrzostw Polski (1969, 1971, 1973, 1974)
- 4-krotny zdobywca Pucharu Polski (1971–1973, 1977)
- Uczestnik rozgrywek:
  - Pucharu Europy Mistrzów Krajowych (1971 – TOP 16)
  - Pucharu Europy Zdobywców Pucharów (1973 – TOP 16, 1974)